# سوندره نورهیم
سوندره نورهیم (انگلیسی: Sondre Norheim; ۱۰ ژوئن ۱۸۲۵ – ۹ مارس ۱۸۹۷) اسکی‌باز آلپاین، و اسکی‌باز پرش اهل نروژ بود.